# I Want You (Martin Solveig)
I Want You è un singolo del disc jockey francese Martin Solveig pubblicato il 15 settembre 2008 come secondo estratto dall'album C'est la vie.

## Tracce
CD Maxi
1. I Want You (Original Radio Edit) – 3:26
2. I Want You (Laidback Luke Remix) – 7:34
3. I Want You (Tepr Remix) – 4:53
4. I Want You (Original Club Mix) – 6:42

## Classifiche
| Classifica (2008) | Posizione massima |
| ----------------- | ----------------- |
| Belgio (Fiandre)  | 54                |
| Belgio (Vallonia) | 37                |
| Francia           | 59                |